# Cơ sở trung học và tiểu học thời Việt Nam Cộng hòa
Số liệu thống kê về các trường tiểu học và trung học của Việt Nam Cộng hòa năm 1972. Đây là phần Phụ lục của bài Giáo dục Việt Nam Cộng hòa.
| Duyên hải miền Trung           | Tiểu học | Trung học công lập | Trung học tư thục |
| ------------------------------ | -------- | ------------------ | ----------------- |
| Quảng Trị                      | 253      | 17                 | 3                 |
| Thừa Thiên, Huế                | 267      | 19                 | 1                 |
| Quảng Nam, Đà Nẵng             | 88       | 12                 | 1                 |
| Quảng Tín                      | 63       | 8                  | 3                 |
| Quảng Ngãi                     | 133      | 9                  | 4                 |
| Bình Định                      | 211      | 9                  | 8                 |
| Phú Yên                        | 121      | 5                  | 3                 |
| Khánh Hòa                      | 224      | 15                 | 10                |
| Ninh Thuận                     | 128      | 4                  | 3                 |
| Bình Thuận                     | 119      | 6                  | 4                 |
| Tổng cộng Duyên hải Miền Trung | 1607     | 104                | 40                |

| Cao nguyên miền Trung           | Tiểu học | Trung học công lập | Trung học tư thục |
| ------------------------------- | -------- | ------------------ | ----------------- |
| Kontum                          | 71       | 3                  | 1                 |
| Pleiku                          | 31       | 4                  | 1                 |
| Phú Bổn                         | ?        | 1                  | 0                 |
| Darlac                          | 88       | 4                  | 2                 |
| Tuyên Đức, Đà Lạt               | 66       | 4                  | 0                 |
| Quảng Đức                       | 32       | 1                  | 0                 |
| Lâm Đồng                        | 49       | 5                  | 1                 |
| Tổng cộng Cao nguyên Miền Trung | 337      | 22                 | 5                 |

| Miền Nam            | Tiểu học | Trung học công lập | Trung học tư thục |
| ------------------- | -------- | ------------------ | ----------------- |
| Phước Long          | 16       | 1                  | 0                 |
| Bình Long           | 62       | 3                  | 2                 |
| Tây Ninh            | 114      | 9                  | 4                 |
| Bình Dương          | 113      | 8                  | 5                 |
| Biên Hòa            | 170      | 13                 | 6                 |
| Long Khánh          | 80       | 3                  | 2                 |
| Bình Tuy            | 27       | 2                  | 1                 |
| Phước Tuy, Vũng Tàu | 53       | 6                  | 1                 |
| Gia Định            | 455      | 38                 | 13                |
| Sài Gòn             | 388      | 40                 | 45                |
| Hậu Nghĩa           | 52       | 12                 | 2                 |
| Long An             | 105      | 8                  | 10                |
| Gò Công             | 65       | 2                  | 3                 |
| Định Tường          | 109      | 19                 | 8                 |
| Kiến Tường          | 30       | 1                  | 1                 |
| Kiến Phong          | 138      | 8                  | 1                 |
| Sa Đéc              | ?        | ?                  | ?                 |
| Vĩnh Long           | ?        | ?                  | ?                 |
| Kiến Hòa            | 111      | 10                 | 3                 |
| Vĩnh Bình           | 266      | 6                  | 3                 |
| Ba Xuyên            | 156      | 5                  | 4                 |
| Bạc Liêu            | 85       | 2                  | 1                 |
| An Xuyên            | 53       | 2                  | 1                 |
| Chương Thiện        | 30       | 2                  | 1                 |
| Phong Dinh          | 128      | 9                  | 4                 |
| An Giang            | 181      | 9                  | 5                 |
| Châu Đốc            | 168      | 7                  | 2                 |
| Kiên Giang          | 109      | 5                  | 5                 |
| Tổng cộng Miền Nam  | 3264     | 230                | 133               |
| Tổng cộng toàn quốc | 5208     | 356                | 178               |